# Tricyclusa singularis
Tricyclusa singularis ist eine ausschließlich im Meer lebende Art der Hydrozoen (Hydrozoa) aus dem Stamm der Nesseltiere (Cnidaria). Es ist die einzige Art der Gattung Tricyclusa Stechow, 1919, die wiederum die einzige Gattung der Familie Tricyclusidae Kramp, 1949 ist.

## Merkmale
Die Hydroidpolypen sind solitär und sind meist mit einer kleinen Fußscheibe an das Substrat, gewöhnlich Algen der Seegräser, angeheftet oder leben selten auch frei treibend im Plankton. Der Hydrocaulus ist dünn, ungefähr so lang wie der Hydranth und wird von einem konischen, gelatinösen Perisarc bedeckt. Die Oberfläche dieser Hülle ist oft gerunzelt, und oft sind Detrituspartikel angeheftet. Insgesamt ist der Hydroidpolyp etwa 2 mm hoch, wobei auf den Hydranthen ungefähr 1 mm entfällt. Der Durchmesser der Fußscheibe beträgt etwa 0,4 bis 0,6 mm.
Der Hydranth ist birnenförmig mit einem oralen Kranz von bis zu sechs capitaten, aufwärts gerichteten Tentakeln, und zwei weit auseinander stehenden Sets von steifen, soliden, aboralen, unvollständig perlschnurförmigen Tentakeln. Die mittlere Kranz etwa in der Mitte des Körpers weist gewöhnlich sechs Tentakel auf, die meist schräg nach oben gerichtet sind. Sie enden in einer Verdickung, die mit Nesselzellen besetzt ist. Ein oder zwei weitere Verdickungen können in der oberen Hälfte der Tentakel ausgebildet sein oder auch fehlen. Die zwei basalen, sehr dicht beieinander stehenden Tentakelkränze bestehen aus insgesamt 10 bis 14, gewöhnlich 12 Tentakeln, die abwechselnd nach oben und nach unten gerichtet sind. Auch sie enden in einer Verdickung, die mit Nesselzellen besetzt ist. Ein oder zwei weitere Verdickungen können in der oberen Hälfte der Tentakel vorhanden sein oder auch fehlen. An Nesselzellen wurden folgende Typen nachgewiesen: Stenotele, Desmoneme und mikrobasische Eurytele.
Die Hydroidpolypenknospen entstehen am unteren Teil unterhalb des untersten Tentakelkranzes des Hydranthen. Die ein bis sechs Polypenknospen schnüren sich als voll entwickelte Hydranthen, aber mit noch kurzem Stiel ab. Diese gerade abgeschnürten Polypen können bereits Ansätze von Gonophoren haben.
Es werden keine freischwimmenden Medusen gebildet. Die weiblichen Gonophoren sind fixierte Sporensäcke ohne Kanalsystem mit einem einzigen großen Ei. Der Durchmesser beträgt etwa 0,6 mm. Die männlichen Gonophoren besitzen dagegen vier radiale Kanäle und einen Ringkanal und können als Medusoide angesprochen werden. Sie haben einen Durchmesser von ungefähr 0,2 mm.

## Geographische Verbreitung und Lebensraum
Die Art wurde bisher nur im Mittelmeer (Adria) und im westlichen Nordatlantik vor der nördlichen Bretagne und dem westlichen Irland gefunden. Die Typlokalität liegt in der Bucht von Muggia (Adriatisches Meer).
Die Polypen leben angeheftet an verschiedene Makroalgen wie Cystoseira und Seegrasgewächsen (wie z. B. Zostera) nahe der Niedrigwasserlinie. Gelegentlich können auch nicht angeheftete Polypen im Plankton treibend gefunden werden. In der Bretagne wurden die Polypen von Mai bis Juni gefunden, in der Adria bereits im April. Tricyclusa singularis ist eine eher seltene Art; sie kann aber dort, wo sie vorkommt, in größerer Zahl auftreten.

## Systematik
Tricyclusa Stechow, 1919 ist ein Ersatzname für Tiarella F. E. Schulze, das durch Tiarella Swainson, 1840 präokkupiert und damit ungültig war. Tricyclusa ist die einzige Gattung der Tricyclusidae Kramp, 1949.